# 4645 Tentaikojo
4645 Tentaikojo је астероид главног астероидног појаса. Приближан пречник астероида је 13,14 ,
а средња удаљеност астероида од Сунца износи 2,672 астрономских јединица (АЈ).
Инклинација (нагиб) орбите у односу на раван еклиптике је 9,459 степени, а орбитални период износи 1595,789 дана (4,369 године). Ексцентрицитет орбите астероида износи 0,134.
Апсолутна магнитуда астероида износи 12,00 а геометријски албедо 0,162.
Астероид је откривен 16. септембра 1990. године.